# Орегон Сити (Орегон)
Орегон Сити (на английски: Oregon City) е град в едноименния щат на САЩ. Орегон Сити е с население от 36 360 жители (приблизителна оценка от 2017 г.) и обща площ от 21,60 км² (8,40 мили²). Намира се на 42 м (138 фута) надморска височина. Основан е през 1829 г., а получава статут на град през 1884 г.